# Немецкая центральная медицинская библиотека
ZB MED — Информационный центр наук о жизни в Кельне, также существует офис в Бонне — центральная специализированная библиотека по медицине, здоровью, питанию, окружающей среде и сельскому хозяйству в Германии. Основное внимание уделяется инвентаризации, полнотекстовому обеспечению и проектам в области информатики.
Немецкая центральная медицинская библиотека финансируется федеральным правительством и региональным правительством.

## История
ZB MED восходит к основанной в 1847 году «Höhere Landwirthschaftliche Lehranstalt Bonn-Poppelsdorf» и «Библиотеке Академии практической медицины», основанной в Кельне в 1908 году. Поскольку оба учреждения пережили Вторую мировую войну в значительной степени невредимыми, после войны Германский исследовательский фонд (DFG) возложил на них надрегиональные обязанности. В 1964 году Ученый совет рекомендовал превратить «Медицинский отдел университета и городскую библиотеку» в Кельне в «Центральную медицинскую библиотеку (ZBM)». Он был основан пятью годами позже, в 1969 году. Объект был основан в 1973 году. Библиотека получила свой первый статут 3. Июль 1973 г. Библиотека Бонна, в свою очередь, в 1962 году стала «Центральной библиотекой сельскохозяйственных наук (ZBL)». Их места сбора были добавлены в Центральную медицинскую библиотеку Германии в 2001 г. (питание и окружающая среда) и 2003 г. (сельскохозяйственные науки). С тех пор ZB MED выступает в качестве центральной библиотеки, объединяющей медицину, здоровье, питание, окружающую среду и сельское хозяйство.
1 января 2014 г. ZB MED был преобразован в фонд и получил название ZB MED — Информационный центр наук о жизни им. Лейбница (ранее Центральная медицинская библиотека Германии).
18 марта 2016 года Ассоциация Лейбница рекомендовала прекратить федерально-государственное финансирование ZB MED. Объединённая научная конференция (GWK) приняла решение 24 июня 2016 г., что федерально-государственное финансирование ЗБ МЭР на 31 декабря 2016 г. С этим связан уход из ассоциации Лейбница. Переходное финансирование обеспечивает сохранение «Немецкой центральной медицинской библиотеки (ZB MED)» до тех пор, пока библиотека не изменится, чтобы создать предпосылки для получения федерального и государственного финансирования на постоянной основе.
В июле 2013 года ЗБ МЕД отметило свое 40-летие. В конце апреля 2016 года ZB Med был внесен Немецким культурным советом в Красный список и отнесен к Категории 2 (находящийся под угрозой исчезновения). Под вопросом предыдущее финансирование со стороны федерального правительства и правительства штата.

## Миссия и целевая группа
В качестве надрегионального информационного центра ZB MED дополняет фонды других библиотек. Она получила национальные лицензии и участвует в проектах по сохранению фондов, таких как оцифровка старых книжных коллекций и долгосрочное архивирование.
Основными целевыми группами являются исследователи наук о жизни в немецких университетах и неуниверситетских учреждениях, входящих в ассоциацию Лейбница и за её пределами.

## Открытый доступ
ZB MED стремится к открытому доступу, например, в рамках инициативы «Цифровая информация», альянса немецких научных организаций.
В 2003 году был основан «German Medical Science» (gms), портал с открытым доступом, предлагающий услуги публикации медицинских журналов, публикаций конференций и отчетов об исследованиях.
В январе 2011 года Портал открытого доступа был назван избранным местом инициативы «Германия — страна идей».
Портал публикаций в открытом доступе PUBLISSO был запущен в октябре 2015 года. Он объединяет всю деятельность ZB MED в области публикаций с открытым доступом, консультирования и создания сетей для наук о жизни.
С декабря 2010 года данные каталога могут свободно использоваться по лицензии CC0.

## Сервисы
- LIVIVO: Интернет-портал поиска по наукам о жизни (медицина, здоровье, питание, экология и сельское хозяйство). Предлагает доступ к более чем 59 миллионам наборов данных из более чем 45 специализированных источников данных и был запущен онлайн в апреле 2015 года. Доступ к лицензированным базам данных, электронным журналам и электронным книгам возможен непосредственно из LIVIVO для пользователей, зарегистрированных в Кельне, даже в виде удаленного доступа. После фазы тестирования LIVIVO заменил предыдущие поисковые порталы Medpilot и Greenpilot[11].
  - Medpilot был поисковым порталом в Интернете, который в дополнение к собственным фондам ZB MED предлагал полное исследование Pub-Med и доступ к широкому спектру международной и национальной медицинской литературы из более чем 38 специализированных баз данных. Все функции каталога ZB MED можно использовать через Medpilot[12]. Через Medpilot ZB MED предлагал доступ к полным электронным текстам и доставку полных текстов.
  - Greenpilot — это Интернет-портал для поиска специальной научной литературы в области питания, окружающей среды и сельского хозяйства. Портал предлагал доступ к фондам ZB MED, Pub-Med и другим специализированным базам данных. В 2009 году Greenpilot был признан избранной локацией в конкурсе «Германия — Страна идей»[13].
- Служба DOI: ZB MED действует как реестр DOI для некоммерческих онлайн-предложений в области медицины, здравоохранения, питания, окружающей среды и сельского хозяйства. DOI (Digital Object Identifier) гарантирует постоянную цитируемость электронных публикаций и данных исследований. ZB MED присуждает DOI статус члена консорциума DataCite и в сотрудничестве с TIB Hannover, который действует как регистрационное агентство DOI и предоставляет техническую инфраструктуру. Присвоение DOI бесплатно для академических учреждений[14].
- Covid-19: в рамках пандемии Covid-19 ZB MED разработал несколько услуг для учёных. Был разработан центральный хаб по Covid-19. Различные внешние и внутренние инструменты, наборы данных и литература перечислены на хабе. Также была создана специальная версия поискового портала LIVIVO для Covid-19. Кроме того, ZB MED значительно упростил доступ к препринтам с помощью услуги preVIEW. В программе просмотра препринтов preVIEW препринты из arXiv, bioRxiv, ChemRxiv, medRxiv и Preprints.org объединены и дополнены аннотациями из стандартизованных словарей посредством процесса, основанного на интеллектуальном анализе текста[15].

## Текущие проекты
- eyeMoviePedia: видеопортал и виртуальная исследовательская среда в области хирургической офтальмологии.
- Виртуальная микроскопия: создан в сотрудничестве ZB MED с Клиникой I внутренней медицины Кельнского университета, направлено на разработку новой информационной инфраструктуры в форме виртуальной микроскопии в гематологии и гематопатологии.

## Партнерство
ZB MED является центральным учреждением в Европе в своих областях. Он установил партнерские отношения с национальными и международными библиотеками, институтами и ассоциациями и является членом ассоциации Немецких центральных специализированных библиотек в Гопортисе.
Вместе со своими партнерами, Библиотекой технической информации (TIB) и Немецкой центральной экономической библиотекой (ZBW), ZB MED является общенациональным контактным лицом для предоставления полных текстов, лицензирования, открытого доступа, долгосрочного архивирования и нетекстовых материалов (исследования, аудио- и видеоданные). С момента основания Гопортис она ежегодно проводит чередующиеся конференции с партнерами.
ZB MED входит в исследовательскую ассоциацию Leibniz Research Association Science 2.0.
Под руководством ZBW в Киле различные институты Лейбница и другие исследовательские учреждения исследуют, как новые веб-технологии меняют науку, как ученые могут извлечь выгоду из новых веб-технологий и как Интернет влияет на научные рабочие процессы.